# Ligue des champions de hockey sur glace 2008-2009
Navigation
Coupe des champions 2008 Ligue des champions 2009-2010
La Ligue des champions de hockey sur glace 2008-2009 est la 1re édition de la Ligue des champions de hockey sur glace. Douze équipes participent au tournoi final.

## Poule de qualification
Elle oppose l'équipe suisse du CP Berne, les Slovaques du HC Košice et les Allemands des Ice Tigers de Nuremberg. Le tournoi se déroule à l'Arena Nürnberger Versicherung de Nuremberg. Le CP Berne, premier du groupe, rejoint le groupe B.
| Clt   | Équipe                  | PJ | V | VP | D | DP | BP | BC | Pts |
| ----- | ----------------------- | -- | - | -- | - | -- | -- | -- | --- |
| +001, | CP Berne                | 2  | 2 | 0  | 0 | 0  | 9  | 5  | 6   |
| +002, | Ice Tigers de Nuremberg | 2  | 1 | 0  | 1 | 0  | 6  | 7  | 3   |
| +003, | HC Košice               | 2  | 0 | 0  | 2 | 0  | 7  | 10 | 0   |

- Qualifié pour la phase préliminaire

| 12 septembre 2008 | Ice Tigers de Nuremberg | 1-4 (0-0, 1-1, 0-3) | CP Berne | Arena Nürnberger Versicherung |

| Feuille de match | Feuille de match    | Feuille de match | Feuille de match | Feuille de match |
| ---------------- | ------------------- | ---------------- | --- | ---------------- |
|                  | 35 min 52 s, Savage |                  | 30 min 7 s, Abid (Furrer) 41 min 30 s, Bärtschi 50 min 52 s, Gamache (Goren) 59 min 41 s, Bordeleau (Roche) but vide |                  |
|                  |                     |                  | |                  |
|                  |                     |                  | |                  |
|                  |                     |                  | |                  |

| 13 septembre 2008 | CP Berne | 5-4 (2-0, 2-3, 1-1) | HC Košice | Arena Nürnberger Versicherung |

| Feuille de match | Feuille de match | Feuille de match | Feuille de match | Feuille de match |
| ---------------- | --- | ---------------- | --- | ---------------- |
|                  | 6 min 49 s, Goren (Gamache, Dubé) SN 10 min 49 s, Dubé (Jackman, Gamache) SN 28 min 23 s, Bärtschi (Abid, Bordeleau) 37 min 35 s, Abid (Gamache) 52 min 3 s, Abid (Bordeleau) SN |                  | 26 min 38 s, Faith (Miklik, Bartos) SN 27 min 9 s, Simurda (Sikora, Spelda) 28 min 43 s, Simurda (Jencik) 44 min 26 s, Faith (Miklik, Bartos) |                  |
|                  | |                  | |                  |
|                  | |                  | |                  |
|                  | |                  | |                  |

| 14 septembre 2008 | HC Košice | 3-5 (0-2, 2-2, 1-1) | Ice Tigers de Nuremberg | Arena Nürnberger Versicherung |

| Feuille de match | Feuille de match                                                                                        | Feuille de match | Feuille de match | Feuille de match |
| ---------------- | --- | ---------------- | --- | ---------------- |
|                  | 24 min 27 s, Kmiť (Špelda, Kopecký) SN 28 min 22 s, Miklik (Gron, Bartoš) 50 min 19 s, Sikora (Šimurda) |                  | 1 min 32 s, B. Leeb (G. Leeb, Laflamme) SN 15 min 30 s, Périard (Savage, Laflamme) SN 24 min 46 s, B. Leeb (King, G. Leeb) 34 min 56 s, Laflamme (Fical, Swanson) SN 48 min 3 s, Fical (Swanson) SN |                  |
|                  | |                  | |                  |
|                  | |                  | |                  |
|                  | |                  | |                  |

## Phase préliminaire
Les équipes s'affrontent en match aller-retour.
- Groupe A
  - Kärpät Oulu 
  - Eisbären Berlin 
  - Metallourg Magnitogorsk
- Groupe B
  - HV 71 
  - Espoo Blues 
  - CP Berne
- Groupe C
  - Salavat Ioulaïev Oufa 
  - HC Slovan Bratislava 
  - HC České Budějovice
- Groupe D
  - HC Slavia Prague 
  - ZSC Lions 
  - Linköpings HC

### Groupe A
| Clt   | Équipe                  | PJ | V | VP | D | DP | BP | BC | Pts |
| ----- | ----------------------- | -- | - | -- | - | -- | -- | -- | --- |
| +001, | Metallourg Magnitogorsk | 4  | 3 | 0  | 1 | 0  | 11 | 5  | 9   |
| +002, | Eisbären Berlin         | 4  | 2 | 1  | 1 | 0  | 10 | 10 | 8   |
| +003, | Kärpät Oulu             | 4  | 0 | 0  | 3 | 1  | 5  | 11 | 1   |

- Qualifié pour les demi-finales

| 8 octobre 2008 | Eisbären Berlin | 3-2 (1-1, 1-0, 1-1) | Kärpät Oulu | O2 World 13 000 spectateurs |

| Feuille de match | Feuille de match                                                                                                | Feuille de match    | Feuille de match                                                                    | Feuille de match                             |
| ---------------- | --- | ------------------- | ----------------------------------------------------------------------------------- | -------------------------------------------- |
|                  | Mulock (A. Weiß) - 1 min 35 s Rankel (Ustorf, Beaufait) - 20 min 52 s Pederson (Walker, Robinson) - 40 min 34 s | 1-0 1-1 2-1 3-1 3-2 | 4 min 33 s - Mikkola (Andersson, Karppinen) (sup.) 47 min 45 s - Koivisto (Kuusela) | Arbitrage : Christer Larking Patrick Sjoberg |
| Robert Zepp      | Gardiens | Tuomas Tarkki       |                                                                                     | Arbitrage : Christer Larking Patrick Sjoberg |
| 12 min           | Pénalités | 14 min              |                                                                                     | Arbitrage : Christer Larking Patrick Sjoberg |
|                  | |                     |                                                                                     | Arbitrage : Christer Larking Patrick Sjoberg |

| 22 octobre 2008 | Kärpät Oulu | 0-2 (0-0, 0-1, 0-1) | Metallourg Magnitogorsk | Oulun Energia Areena 6 614 spectateurs |

| Feuille de match | Feuille de match | Feuille de match   | Feuille de match                                                       | Feuille de match                           |
| ---------------- | ---------------- | ------------------ | ---------------------------------------------------------------------- | ------------------------------------------ |
|                  |                  | 0-1 0-2            | 34 min 30 s - Marek (Zavaroukhine) (Sup) 43 min 46 s - Atiouchov (Sup) | Arbitrage : Ole Stian Hansen Danny Kurmann |
| Tuomas Tarkki    | Gardiens         | Ilia Proskouriakov |                                                                        | Arbitrage : Ole Stian Hansen Danny Kurmann |
| 37 min           | Pénalités        | 45 min             |                                                                        | Arbitrage : Ole Stian Hansen Danny Kurmann |
|                  |                  |                    |                                                                        | Arbitrage : Ole Stian Hansen Danny Kurmann |

| 29 octobre 2008 | Metallourg Magnitogorsk | 5-2 (4-0, 0-1, 1-1) | Eisbären Berlin | Magnitogorsk Arena 7 701 spectateurs |

| Feuille de match   | Feuille de match | Feuille de match            | Feuille de match                                                                    | Feuille de match                          |
| ------------------ | --- | --------------------------- | ----------------------------------------------------------------------------------- | ----------------------------------------- |
|                    | Rolinek (Atiouchov, Marek) - 0 min 36 s Khlystov (Ibraguimov) - 4 min 9 s Kudrna (Marek) - 8 min 16 s Marek (Rolinek) - 11 min 54 s Platonov (Atiouchov, Kaïgorodov) (sup.) - 44 min 37 s | 1-0 2-0 3-0 4-0 4-1 5-1 5-2 | 30 min 21 s - Ustorf (Regehr, Mulock) (sup.) 59 min 56 s - Ustorf (Roach, McIlvane) | Arbitrage : Martin Frano Vladimir Sindler |
| Ilia Proskouriakov | Gardiens | Rob Zepp                    |                                                                                     | Arbitrage : Martin Frano Vladimir Sindler |
| 10 min             | Pénalités | 8 min                       |                                                                                     | Arbitrage : Martin Frano Vladimir Sindler |
|                    | |                             |                                                                                     | Arbitrage : Martin Frano Vladimir Sindler |

| 12 novembre 2008 | Kärpät Oulu | 2-3 (TB) (1-0, 0-1, 1-1, 0-1) | Eisbären Berlin | Oulun Energia Areena 4 619 spectateurs |

| Feuille de match | Feuille de match                                                                      | Feuille de match       | Feuille de match                                                       | Feuille de match                            |
| ---------------- | ------------------------------------------------------------------------------------- | ---------------------- | ---------------------------------------------------------------------- | ------------------------------------------- |
|                  | Andersson (Korpikari, Mikkola) - 19 min 40 s Aaltonen (Korpikari) (sup) - 47 min 40 s | 1-0 1-1 1-2 2-2 t.a.b. | 22 min 3 s - Quint (Mulock) 42 min 18 s - Robinson 60 min 0 s - Felski | Arbitrage : Søren Persson Marcus Vinnerborg |
| Tuomas Tarkki    | Gardiens                                                                              | Rob Zepp               |                                                                        | Arbitrage : Søren Persson Marcus Vinnerborg |
| 10 min           | Pénalités                                                                             | 26 min                 |                                                                        | Arbitrage : Søren Persson Marcus Vinnerborg |
|                  |                                                                                       |                        |                                                                        | Arbitrage : Søren Persson Marcus Vinnerborg |

| 19 novembre 2008 | Metallourg Magnitogorsk | 3-1 (0-0, 2-0, 1-1) | Kärpät Oulu | Magnitogorsk Arena 7 593 spectateurs |

| Feuille de match   | Feuille de match | Feuille de match | Feuille de match                                     | Feuille de match                         |
| ------------------ | --- | ---------------- | ---------------------------------------------------- | ---------------------------------------- |
|                    | Bouline (Gousmanov, Zavaroukhine) - 21 min 27 s Birioukov (Marek et Kaïgorodov) (sup) - 39 min 18 s Rolinek (Marek) - 58 min 20 s | 1-0 2-0 2-1 3-1  | 41 min 26 s - Korpikari (Kuusela, T. Koivisto) (sup) | Arbitrage : Brent Reiber Daniel Stricker |
| Ilia Proskouriakov | Gardiens | Petri Koivisto   |                                                      | Arbitrage : Brent Reiber Daniel Stricker |
| 10 min             | Pénalités | 22 min           |                                                      | Arbitrage : Brent Reiber Daniel Stricker |
|                    | |                  |                                                      | Arbitrage : Brent Reiber Daniel Stricker |

| 3 décembre 2008 | Eisbären Berlin | 2-1 (1-0, 1-1, 0-0) | Metallurg Magnitogorsk | O2 World 13 500 spectateurs |

| Feuille de match | Feuille de match                                             | Feuille de match   | Feuille de match                            | Feuille de match                     |
| ---------------- | ------------------------------------------------------------ | ------------------ | ------------------------------------------- | ------------------------------------ |
|                  | Roach (Busch) - 19 min 13 s Pederson (Baxmann) - 26 min 37 s | 1-0 2-0 2-1        | 29 min 6 s - Rolinek (Kudrna, Marek) (sup.) | Arbitrage : Jozef Kubus Peter Orszag |
| Rob Zepp         | Gardiens                                                     | Ilia Proskouriakov |                                             | Arbitrage : Jozef Kubus Peter Orszag |
| 10 min           | Pénalités                                                    | 8 min              |                                             | Arbitrage : Jozef Kubus Peter Orszag |
| 27               | Tirs                                                         | 27                 |                                             | Arbitrage : Jozef Kubus Peter Orszag |

### Groupe B
| Clt   | Équipe      | PJ | V | VP | D | DP | BP | BC | Pts |
| ----- | ----------- | -- | - | -- | - | -- | -- | -- | --- |
| +001, | Espoo Blues | 4  | 4 | 0  | 0 | 0  | 14 | 4  | 12  |
| +002, | HV 71       | 4  | 1 | 0  | 3 | 0  | 13 | 18 | 3   |
| +003, | CP Berne    | 4  | 1 | 0  | 3 | 0  | 11 | 15 | 3   |

- Qualifié pour les demi-finales

| 8 octobre 2008 | HV 71 | 6-2 (1-0, 2-0, 3-2) | CP Berne | Kinnarps Arena 6 903 spectateurs |

| Feuille de match | Feuille de match | Feuille de match                | Feuille de match                                                   | Feuille de match                              |
| ---------------- | --- | ------------------------------- | ------------------------------------------------------------------ | --------------------------------------------- |
|                  | Laine (Voutilainen, Davidsson) (Sup) - 18 min 29 s Laine (Voutilainen, Davidsson) - 20 min 20 s Tedenby (Johansson, Onerud) - 22 min 31 s Thornberg (Falk) (Sup) - 44 min 22 s Lindstrom - 44 min 36 s Melin (Falk) - 51 min 38 s | 1-0 2-0 3-0 4-0 5-0 5-1 6-1 6-2 | 48 min 36 s - Bordeleau (Rytz) (Sup) 55 min 41 s - Dube (Bartschi) | Arbitrage : Vyacheslav Bulanov Sergei Kulakov |
| Stefan Liv       | Gardiens | Marco Bührer                    |                                                                    | Arbitrage : Vyacheslav Bulanov Sergei Kulakov |
| 16 min           | Pénalités | 18 min                          |                                                                    | Arbitrage : Vyacheslav Bulanov Sergei Kulakov |
|                  | |                                 |                                                                    | Arbitrage : Vyacheslav Bulanov Sergei Kulakov |

| 22 octobre 2008 | CP Berne | 1-3 (0-2, 0-0, 1-1) | Espoo Blues | Postfinance-Arena 6 756 spectateurs |

| Feuille de match | Feuille de match              | Feuille de match | Feuille de match                                                                                               | Feuille de match                      |
| ---------------- | ----------------------------- | ---------------- | --- | ------------------------------------- |
|                  | Gamache (Roche) - 53 min 55 s | 0-1 0-2 1-2 1-3  | 3 min 19 s - Kähkönen (Clarke) 19 min 39 s - Rajamäki (Öhman, Clarke) (sup.) 59 min 55 s - Uhlbäck (cage vide) | Arbitrage : Radek Husicka Milan Minar |
| Marco Bührer     | Gardiens                      | Bernd Brückler   | | Arbitrage : Radek Husicka Milan Minar |
| 16 min           | Pénalités                     | 20 min           | | Arbitrage : Radek Husicka Milan Minar |
|                  |                               |                  | | Arbitrage : Radek Husicka Milan Minar |

| 29 octobre 2008 | Espoo Blues | 3-2 (2-1, 0-0, 1-1) | HV 71 | LänsiAuto Areena 6 083 spectateurs |

| Feuille de match | Feuille de match                                                                                                   | Feuille de match    | Feuille de match                                                                     | Feuille de match                             |
| ---------------- | --- | ------------------- | ------------------------------------------------------------------------------------ | -------------------------------------------- |
|                  | Ryhänen (Lajunen, Kähkonen) (sup.) - 6 min 0 s Tolsa (Sallinen) - 9 min 44 s Miettinen (Tolsa, Kurki) - 54 min 7 s | 1-0 2-0 2-1 2-2 3-2 | 12 min 54 s - Voutilainen (Gustafsson, Davidsson) 49 min 7 s - Laine (Melin, Angell) | Arbitrage : Daniel Piechaczek Wilhelm Schimm |
| Bernd Brückler   | Gardiens | Stefan Liv          |                                                                                      | Arbitrage : Daniel Piechaczek Wilhelm Schimm |
| 8 min            | Pénalités | 20 min              |                                                                                      | Arbitrage : Daniel Piechaczek Wilhelm Schimm |
|                  | |                     |                                                                                      | Arbitrage : Daniel Piechaczek Wilhelm Schimm |

| 12 novembre 2008 | CP Berne | 7-5 (1-3, 3-0, 3-2) | HV 71 | Postfinance-Arena 7 057 spectateurs |

| Feuille de match | Feuille de match | Feuille de match                                | Feuille de match | Feuille de match                       |
| ---------------- | --- | ----------------------------------------------- | --- | -------------------------------------- |
|                  | Plüss (Rüthemann, Abid) - 1 min 1 s Gamache (Gerber) (inf) - 23 min 41 s Dubé (Gelinas, Bordeleau) - 24 min 44 s Dubé (Furrer, Gamache) - 33 min 57 s Josi (inf) - 49 min 50 s Rüthemann (Plüss) (inf.) - 53 min 45 s Dubé (Gamache, Furrer) (inf) - 54 min 49 s | 1-0 1-1 1-2 1-3 2-3 3-3 4-3 5-3 5-4 6-4 7-4 7-5 | 10 min 46 s - Gustafsson (Falk, Petrasek) 12 min 18 s - Beech (Puistola) (sup) 19 min 5 s - Thörnberg (Voutilainen, Petrasek) 50 min 26 s - Puistola (Luoma, Beech) (sup.) 58 min 45 s - Angell (Hagos) | Arbitrage : Georg Jablukow Rick Looker |
| Marco Bührer     | Gardiens | Stefan Liv                                      | | Arbitrage : Georg Jablukow Rick Looker |
| 14 min           | Pénalités | 16 min                                          | | Arbitrage : Georg Jablukow Rick Looker |
|                  | |                                                 | | Arbitrage : Georg Jablukow Rick Looker |

| 19 novembre 2008 | Espoo Blues | 2-1 (2-1, 0-0, 0-0) | CP Berne | LänsiAuto Areena 6 247 spectateurs |

| Feuille de match | Feuille de match                                                                | Feuille de match | Feuille de match                  | Feuille de match                          |
| ---------------- | ------------------------------------------------------------------------------- | ---------------- | --------------------------------- | ----------------------------------------- |
|                  | Puustinen (Ryhanen) - 6 min 28 s Keller (Uhlback, Kuoppala) (Sup) - 15 min 26 s | 0-1 1-1 2-1      | 0 min 47 s - Dubé (Gamache) (Inf) | Arbitrage : Vladimir Baluska Peter Loksik |
| Mikko Koskinen   | Gardiens                                                                        | Marco Bührer     |                                   | Arbitrage : Vladimir Baluska Peter Loksik |
| 16 min           | Pénalités                                                                       | 38 min           |                                   | Arbitrage : Vladimir Baluska Peter Loksik |
|                  |                                                                                 |                  |                                   | Arbitrage : Vladimir Baluska Peter Loksik |

| 3 décembre 2008 | HV 71 | 0-6 (0-3, 0-1, 0-2) | Blues Espoo | Kinnarps Arena 5 028 spectateurs |

| Feuille de match       | Feuille de match | Feuille de match        | Feuille de match | Feuille de match                           |
| ---------------------- | ---------------- | ----------------------- | --- | ------------------------------------------ |
|                        |                  | 0-1 0-2 0-3 0-4 0-5 0-6 | 7 min 37 s - Ryhänen(Alanko, Kuoppala) (sup.) 11 min 12 s - Lostedt (Kurki) 15 min 26 s - Ryhänen (Lammasaari, Ronnberg) 28 min 20 s - Konttinen (Ryhänen, V. Lajunen) (sup.) 43 min 3 s - J. Lajunen 48 min 32 s - Konttinen (Rajamäki) (sup.) | Arbitrage : Martin Homola Vladimir Sindler |
| Christoffer Bengtsberg | Gardiens         | Bernd Brückler          | | Arbitrage : Martin Homola Vladimir Sindler |
| 51 min                 | Pénalités        | 49 min                  | | Arbitrage : Martin Homola Vladimir Sindler |
| 20                     | Tirs             | 37                      | | Arbitrage : Martin Homola Vladimir Sindler |

### Groupe C
| Clt   | Équipe                | PJ | V | VP | D | DP | BP | BC | Pts |
| ----- | --------------------- | -- | - | -- | - | -- | -- | -- | --- |
| +001, | Salavat Ioulaïev Oufa | 4  | 4 | 0  | 0 | 0  | 22 | 5  | 12  |
| +002, | HC České Budějovice   | 4  | 1 | 0  | 3 | 0  | 9  | 17 | 3   |
| +003, | HC Slovan Bratislava  | 4  | 1 | 0  | 3 | 0  | 11 | 20 | 3   |

- Qualifié pour les demi-finales

Peu de surprise dans ce groupe, le Salavat Ioulaïev Oufa, considéré comme la meilleure équipe d'Europe s'impose à quatre reprises.
| 8 octobre 2008 | Salavat Ioulaïev Oufa | 7-1 (1-0, 3-0, 3-1) | HC České Budějovice | Palais des sports de glace Salavat Ioulaïev 7 835 spectateurs |

| Feuille de match     | Feuille de match | Feuille de match                | Feuille de match    | Feuille de match                        |
| -------------------- | --- | ------------------------------- | ------------------- | --------------------------------------- |
|                      | Koltsov (SN) - 11 min 19 s Nurtdinov - 21 min 15 s Perejoguine - 34 min 6 s Grigorenko - 39 min 11 s Čermák (SN) - 43 min 17 s Perejoguine (IN) - 45 min 57 s Koltsov - 55 min 37 s | 1-0 2-0 3-0 4-0 5-0 5-1 6-1 7-1 | 45 min 19 s - Kůrka | Arbitrage : Tom Laaksonen Sami Partanen |
| Aleksandr Ieriomenko | Gardiens | Roman Turek                     |                     | Arbitrage : Tom Laaksonen Sami Partanen |
| 8 min                | Pénalités | 18 min                          |                     | Arbitrage : Tom Laaksonen Sami Partanen |
|                      | |                                 |                     | Arbitrage : Tom Laaksonen Sami Partanen |

| 22 octobre 2008 | HC České Budějovice | 5-2 (1-0, 2-1, 2-1) | HC Slovan Bratislava | Budvar aréna 4 250 spectateurs |

| Feuille de match | Feuille de match | Feuille de match            | Feuille de match                                                            | Feuille de match                          |
| ---------------- | --- | --------------------------- | --------------------------------------------------------------------------- | ----------------------------------------- |
|                  | Hudec (Duda et Huml) - 1 min 17 s Gregorek (Duda et Frolo) (sup) - 22 min 52 s Huml (Duda et Toman) (inf) - 29 min 49 s Vesely (Pozivil) - 40 min 28 s Horak (Kuchejda et Mucha) - 46 min 47 s | 1-0 2-0 2-1 3-1 4-1 5-1 5-2 | 24 min 8 s - Vaic (Hujsa et Hancak) 50 min 28 s - Kukumberg (Hujsa et Uram) | Arbitrage : Georg Jablukov Richard Schütz |
| Roman Turek      | Gardiens | Sasu Hovi                   |                                                                             | Arbitrage : Georg Jablukov Richard Schütz |
| 14 min           | Pénalités | 18 min                      |                                                                             | Arbitrage : Georg Jablukov Richard Schütz |
|                  | |                             |                                                                             | Arbitrage : Georg Jablukov Richard Schütz |

| 29 octobre 2008 | HC Slovan Bratislava | 2-4 (1-0, 1-3, 0-1) | Salavat Ioulaïev Oufa | Samsung Arena 5 238 spectateurs |

| Feuille de match | Feuille de match                                               | Feuille de match        | Feuille de match | Feuille de match                         |
| ---------------- | -------------------------------------------------------------- | ----------------------- | --- | ---------------------------------------- |
|                  | Lažo (Kropac) - 6 min 54 s Liščák (Sersen, Bacek) - 23 min 1 s | 1-0 1-1 2-1 2-2 2-3 2-4 | 20 min 50 s - Chtchadilov (Vorobiov, Terechtchenko) 30 min 9 s - Vorobiov (Terechtchenko) 39 min 11 s - Radoulov (Taratoukhine) 48 min 15 s - Koltsov (Grigorenko, Radoulov) | Arbitrage : Brent Reiber Daniel Stricker |
| Sasu Hovi        | Gardiens                                                       | Aleksandr Ieriomenko    | | Arbitrage : Brent Reiber Daniel Stricker |
| 14 min           | Pénalités                                                      | 8 min                   | | Arbitrage : Brent Reiber Daniel Stricker |
|                  |                                                                |                         | | Arbitrage : Brent Reiber Daniel Stricker |

| 12 novembre 2008 | HC České Budějovice | 0-3 (0-2, 0-1, 0-0) | Salavat Ioulaïev Oufa | Budvar aréna 4 109 spectateurs |

| Feuille de match | Feuille de match            | Feuille de match         | Feuille de match | Feuille de match                           |
| ---------------- | --------------------------- | ------------------------ | --- | ------------------------------------------ |
|                  | Lubos Horcicka - 40 min 0 s | 0-1 0-2 0-3 chg gardiens | 11 min 34 s - Medvedev 15 min 6 s - Mikeska (Ki. Koltsov) 24 min 39 s - Terechtchenko (Perejoguine) (sup.) 40 min 0 s - Vadim Tarassov | Arbitrage : Ole Stian Hansen Danny Kurmann |
| Roman Turek      | Gardiens                    | Aleksandr Ieriomenko     | | Arbitrage : Ole Stian Hansen Danny Kurmann |
| 12 min           | Pénalités                   | 14 min                   | | Arbitrage : Ole Stian Hansen Danny Kurmann |
|                  |                             |                          | | Arbitrage : Ole Stian Hansen Danny Kurmann |

| 19 novembre 2008 | HC Slovan Bratislava | 5-3 (3-0, 0-0, 2-3) | HC České Budějovice | Samsung Arena 4 880 spectateurs |

| Feuille de match | Feuille de match | Feuille de match                | Feuille de match                                                                        | Feuille de match                       |
| ---------------- | --- | ------------------------------- | --------------------------------------------------------------------------------------- | -------------------------------------- |
|                  | Vaic (Miroslav Lazo, Kropac) - 0 min 57 s Hujsa (Kulha, Hreus) - 14 min 2 s Dome (Pavlas) - 17 min 25 s Kukumberg (Uram, Dome) - 54 min 17 s Lazo (Kropac) (cage vide) - 59 min 47 s | 1-0 2-0 3-0 3-1 3-2 3-3 4-3 5-3 | 44 min 56 s - Gulas (Machacek) 53 min 23 s - Huml (Kurka) 53 min 38 s - Mertl (Hrebejk) | Arbitrage : Tom Laaksonen Jari Levonen |
| Sasu Hovi        | Gardiens | Jakub Kovar                     |                                                                                         | Arbitrage : Tom Laaksonen Jari Levonen |
| 10 min           | Pénalités | 16 min                          |                                                                                         | Arbitrage : Tom Laaksonen Jari Levonen |
|                  | |                                 |                                                                                         | Arbitrage : Tom Laaksonen Jari Levonen |

| 3 décembre 2008 | Salavat Ioulaïev Oufa | 8-2 (1-1, 4-1, 3-0) | HC Slovan Bratislava | Palais des sports de glace Salavat Ioulaïev |

| Feuille de match | Feuille de match | Feuille de match | Feuille de match | Feuille de match |
| ---------------- | ---------------- | ---------------- | ---------------- | ---------------- |
|                  |                  |                  |                  |                  |
|                  |                  |                  |                  |                  |
|                  |                  |                  |                  |                  |
|                  |                  |                  |                  |                  |

### Groupe D
| Clt   | Équipe           | PJ | V | VP | D | DP | BP | BC | Pts |
| ----- | ---------------- | -- | - | -- | - | -- | -- | -- | --- |
| +001, | ZSC Lions        | 4  | 3 | 0  | 0 | 1  | 20 | 11 | 10  |
| +002, | HC Slavia Prague | 4  | 2 | 1  | 1 | 0  | 15 | 15 | 8   |
| +003, | Linköpings HC    | 4  | 0 | 0  | 4 | 0  | 11 | 20 | 0   |

- Qualifié pour les demi-finales

Dans le groupe D, les Zurichois réalisent l'exploit de se qualifier en demi-finale en remportant le match décisif contre le Sparta, 5 à 1. Il s'agit alors de la première victoire de l'histoire d'un  club suisse face à un club tchèque. Avant Zurich, seul Lugano avant atteint ce niveau de compétition européen.
| 8 octobre 2008 | HC Slavia Prague | 4-2 (2-1, 1-1, 1-0) | Linköpings HC | O2 Arena 4 108 spectateurs |

| Feuille de match | Feuille de match | Feuille de match        | Feuille de match                                                                    | Feuille de match                         |
| ---------------- | --- | ----------------------- | ----------------------------------------------------------------------------------- | ---------------------------------------- |
|                  | Vondrka (Novak) - 15 min 26 s Červenka (Beranek, Hruska) (Sup) - 17 min 24 s Červenka (Hruska, Beranek) (Sup) - 38 min 26 s Bednář (Červenka) - 49 min 19 s | 0-1 1-1 2-1 2-2 3-2 4-2 | 8 min 31 s - Fransson (Persson, Hlinka) 36 min 30 s - Petterström (Hlinka, Persson) | Arbitrage : Brent Reiber Daniel Stricker |
| Adam Svoboda     | Gardiens | Daniel Henriksson       |                                                                                     | Arbitrage : Brent Reiber Daniel Stricker |
| 12 min           | Pénalités | 14 min                  |                                                                                     | Arbitrage : Brent Reiber Daniel Stricker |
|                  | |                         |                                                                                     | Arbitrage : Brent Reiber Daniel Stricker |

| 22 octobre 2008 | Linköpings HC | 2-7 (2-2, 0-2, 0-3) | ZSC Lions | Cloetta Center 7 961 spectateurs |

| Feuille de match  | Feuille de match                                                         | Feuille de match                    | Feuille de match | Feuille de match                     |
| ----------------- | ------------------------------------------------------------------------ | ----------------------------------- | --- | ------------------------------------ |
|                   | Ylven (Fernholm) - 2 min 32 s Eriksson (Beaudoin, Persson) - 18 min 59 s | 1-0 1-1 1-2 2-2 2-3 2-4 2-5 2-6 2-7 | 6 min 47 s - Blindenbacher 17 min 53 s - Monnet (Forster, Krutov) (Sup) 26 min 59 s - Sejna (Wichser, Forster) 38 min 24 s - Sejna (Wichser) 42 min 42 s - Bühler 47 min 30 s - Monnet (Pittis) 57 min 51 s - Pittis (Trudel) (Sup) | Arbitrage : Jozef Kubus Peter Orszag |
| Daniel Henriksson | Gardiens                                                                 | Ari Sulander                        | | Arbitrage : Jozef Kubus Peter Orszag |
| 8 min             | Pénalités                                                                | 6 min                               | | Arbitrage : Jozef Kubus Peter Orszag |
|                   |                                                                          |                                     | | Arbitrage : Jozef Kubus Peter Orszag |

| 29 octobre 2008 | ZSC Lions | 4-5 t.a.b (0-1, 1-1, 3-2, 0-1) | HC Slavia Prague | Hallenstadion 8 220 spectateurs |

| Feuille de match | Feuille de match | Feuille de match                    | Feuille de match | Feuille de match                     |
| ---------------- | --- | ----------------------------------- | --- | ------------------------------------ |
|                  | Seger (Sejna et Wichser) (sup.) - 26 min 53 s Forster (Trudel et Alston) (sup.) - 44 min 44 s Seger (Wichser) (sup.) - 58 min 11 s Gardner (Wichser et Sejna) - 58 min 29 s | 0-1 1-1 1-2 1-3 2-3 2-4 3-4 4-4 tab | 10 min 17 s - Micka (Jelinek) 38 min 58 s - Bednar (Ruzicka) 43 min 52 s - Dolezal (Bednar) (inf.) 52 min 53 s - Sklenar (Vondrka) Bednar | Arbitrage : Antti Boman Jari Levonen |
| Ari Sulander     | Gardiens | Adam Svoboda                        | | Arbitrage : Antti Boman Jari Levonen |
| 8 min            | Pénalités | 16 min                              | | Arbitrage : Antti Boman Jari Levonen |
|                  | |                                     | | Arbitrage : Antti Boman Jari Levonen |

| 12 novembre 2008 | Linköpings HC | 4-5 (0-2, 3-1, 1-2) | HC Slavia Prague | Cloetta Center 6 842 spectateurs |

| Feuille de match | Feuille de match | Feuille de match                    | Feuille de match | Feuille de match                    |
| ---------------- | --- | ----------------------------------- | --- | ----------------------------------- |
|                  | Eriksson (Persson) - 22 min 22 s Majesky (Hlinka) - 25 min 53 s Beaudoin (Surový) (sup.) - 38 min 34 s Eriksson (Fernholm, Persson) - 41 min 27 s | 0-1 0-2 1-2 1-3 2-3 3-3 4-3 4-4 4-5 | 5 min 16 s - Sklenar (Zizka) (inf.) 14 min 26 s - Novak (Kadlec, Cervenka) (sup.) 23 min 20 s - Cervenka (Bednar, Vasicek) 45 min 52 s - Bednar (Cervenka, Tomica) 48 min 21 s - Dolezal (Beranek) (inf.) | Arbitrage : Sami Partanen Jyri Rönn |
| Jonas Fransson   | Gardiens | Adam Svoboda                        | | Arbitrage : Sami Partanen Jyri Rönn |
| 12 min           | Pénalités | 16 min                              | | Arbitrage : Sami Partanen Jyri Rönn |
|                  | |                                     | | Arbitrage : Sami Partanen Jyri Rönn |

| 19 novembre 2008 | ZSC Lions | 4-3 (1-1, 2-1, 1-1) | Linköpings HC | Hallenstadion 8 574 spectateurs |

| Feuille de match | Feuille de match | Feuille de match            | Feuille de match | Feuille de match                              |
| ---------------- | --- | --------------------------- | --- | --------------------------------------------- |
|                  | Sejna (Wichser, Suchy) (sup) - 18 min 50 s Blindenbacher (Wichser et Sejna) - 32 min 14 s Gardner (Blindenbacher, Alston) (sup) - 38 min 43 s Bühler (Trudel) - 40 min 57 s | 0-1 1-1 2-1 2-2 3-2 4-2 4-3 | 17 min 5 s - Persson (Eriksson, Zackrisson) (sup) 37 min 2 s - Hlavac (Emvall) (inf) 44 min 21 s - Saravo (Petterström, Eriksson) (inf.) | Arbitrage : Vyacheslav Bulanov Rafael Kadyrov |
| Ari Sulander     | Gardiens | Daniel Henriksson           | | Arbitrage : Vyacheslav Bulanov Rafael Kadyrov |
| 10 min           | Pénalités | 14 min                      | | Arbitrage : Vyacheslav Bulanov Rafael Kadyrov |
|                  | |                             | | Arbitrage : Vyacheslav Bulanov Rafael Kadyrov |

| 3 décembre 2008 | HC Slavia Prague | 1-5 (0-1, 1-0, 0-4) | ZSC Lions | O2 Arena 8 137 spectateurs |

| Feuille de match | Feuille de match | Feuille de match | Feuille de match | Feuille de match                          |
| ---------------- | ---------------- | ---------------- | ---------------- | ----------------------------------------- |
|                  |                  |                  |                  | Arbitrage : Wilhelm Schimm Richard Schütz |
|                  |                  |                  |                  |                                           |
|                  |                  |                  |                  |                                           |
|                  |                  |                  |                  |                                           |

## Demi-finales

### Demi-finale 1
Alors que Salavat Ioulaïev Oufa est largement favori après avoir remporté le premier match, il se fait battre au match retour à domicile et s'incline lors des tirs au but : Ilia Proskouriakov blanchit Alekseï Terechtchenko et Aleksandr Perejoguine, tandis que Jan Marek et Igor Mirnov marquent tous les deux.
| 10 décembre 2008 | Metallourg Magnitogorsk | 1-2 (0-0, 0-1, 1-0) | Salavat Ioulaïev Oufa | Magnitogorsk Arena 7 750 spectateurs |

| Feuille de match   | Feuille de match                           | Feuille de match     | Feuille de match                                                                     | Feuille de match                           |
| ------------------ | ------------------------------------------ | -------------------- | ------------------------------------------------------------------------------------ | ------------------------------------------ |
|                    | Kaïgorodov (Marek, Platonov) - 59 min 41 s | 0-1 0-2 1-2          | 35 min 34 s - Blatak (Sidiakine, Medvedev) 37 min 42 s - Perejoguine (Terechtchenko) | Arbitrage : Ole Stian Hansen Danny Kurmann |
| Ilia Proskouriakov | Gardiens                                   | Aleksandr Ieriomenko |                                                                                      | Arbitrage : Ole Stian Hansen Danny Kurmann |
| 14 min             | Pénalités                                  | 22 min               |                                                                                      | Arbitrage : Ole Stian Hansen Danny Kurmann |
| 37                 | Tirs                                       | 25                   |                                                                                      | Arbitrage : Ole Stian Hansen Danny Kurmann |

| 7 janvier 2009 | Salavat Ioulaïev Oufa | 1-3 (0-0, 1-0, 0-3) | Metallourg Magnitogorsk | Oufa Arena 8 500 spectateurs |

| Feuille de match     | Feuille de match                                                | Feuille de match   | Feuille de match                                                                  | Feuille de match                            |
| -------------------- | --------------------------------------------------------------- | ------------------ | --------------------------------------------------------------------------------- | ------------------------------------------- |
|                      | Tverdovski (Prochkine, Terechtchenko) (sup. num.) - 27 min 45 s | 1-0 1-1 1-2 1-3    | 43 min 58 s - Marek (Kudrna) 44 min 22 s - Platonov (Mirnov) 53 min 30 s - Mirnov | Arbitrage : Sören Persson Marcus Vinnerborg |
| Aleksandr Ieriomenko | Gardiens                                                        | Ilia Proskouriakov |                                                                                   | Arbitrage : Sören Persson Marcus Vinnerborg |
| 8 min                | Pénalités                                                       | 10 min             |                                                                                   | Arbitrage : Sören Persson Marcus Vinnerborg |
| 26                   | Tirs                                                            | 29                 |                                                                                   | Arbitrage : Sören Persson Marcus Vinnerborg |

### Demi-finale 2
| 10 décembre 2008 | ZSC Lions | 6-3 | Espoo Blues | Diners Club Arena 6 100 spectateurs |

| Feuille de match | Feuille de match | Feuille de match | Feuille de match | Feuille de match |
| ---------------- | ---------------- | ---------------- | ---------------- | ---------------- |
|                  |                  |                  |                  |                  |
| Ari Sulander     | Gardiens         |                  |                  |                  |
| 10 min           | Pénalités        | 10 min           |                  |                  |
|                  |                  |                  |                  |                  |

| 7 janvier 2009 | Espoo Blues | 1-4 | ZSC Lions | LänsiAuto Areena 6 800 spectateurs |

| Feuille de match | Feuille de match | Feuille de match | Feuille de match | Feuille de match |
| ---------------- | ---------------- | ---------------- | ---------------- | ---------------- |
|                  |                  |                  |                  |                  |
|                  | Gardiens         | Ari Sulander     |                  |                  |
| 16 min           | Pénalités        | 16 min           |                  |                  |
|                  |                  |                  |                  |                  |

## Finale
Au match aller, les Suisses de Zurich commencent très bien leur match et dominent le Metallourg Magnitogorsk 2 à 0 avant d'être rejoint. Lors du match retour, les Zurichois sortent le match presque parfait  et ne  laissent pas la moindre occasion à Magnitogorsk de revenir au score. 
| 21 janvier 2009 | Metallourg Magnitogorsk | 2-2 (0-2, 0-0, 2-0) | ZSC Lions | Arena Metallurg 7 700 spectateurs |

| Feuille de match   | Feuille de match                                                | Feuille de match | Feuille de match                                                              | Feuille de match                           |
| ------------------ | --------------------------------------------------------------- | ---------------- | ----------------------------------------------------------------------------- | ------------------------------------------ |
|                    | Atiouchov (Marek) - 51 min 1 s Rolinek (Varlamov) - 59 min 17 s | 0-1 0-2 1-2 2-2  | 9 min 14 s - Trudel (Pittis, Schelling) 12 min 5 s - Wichser (Gardner, Sejna) | Arbitrage : Radek Husicka Vladimir Sindler |
| Ilia Proskouriakov | Gardiens                                                        | Ari Sulander     |                                                                               | Arbitrage : Radek Husicka Vladimir Sindler |
| 8 min              | Pénalités                                                       | 8 min            |                                                                               | Arbitrage : Radek Husicka Vladimir Sindler |
| 35                 | Tirs                                                            | 28               |                                                                               | Arbitrage : Radek Husicka Vladimir Sindler |

| 28 janvier 2009 | ZSC Lions | 5-0 (1-0, 1-0, 3-0) | Metallourg Magnitogorsk | Diners Club Arena 6 200 spectateurs |

| Feuille de match | Feuille de match | Feuille de match    | Feuille de match | Feuille de match                       |
| ---------------- | --- | ------------------- | ---------------- | -------------------------------------- |
|                  | Down (Pittis) - 17 min 17 s Sejna (Wichser, Suchý) SN - 34 min 48 s Seger (Pittis) SN - 48 min 57 s Alston (Geering, Monnet) - 49 min 51 s Trudel (Pittis, Down) - 57 min 29 s | 1-0 2-0 3-0 4-0 5-0 |                  | Arbitrage : Tom Laaksonen Jari Levonen |
| Ari Sulander     | Gardiens | Ilia Proskouriakov  |                  | Arbitrage : Tom Laaksonen Jari Levonen |
| 6 min            | Pénalités | 10 min              |                  | Arbitrage : Tom Laaksonen Jari Levonen |
| 39               | Tirs | 25                  |                  | Arbitrage : Tom Laaksonen Jari Levonen |